# Paweł Korzyński
Paweł Korzyński (ur. w Szczecinie) – doktor habilitowany nauk ekonomicznych (Szkoła Główna Handlowa w Warszawie), visiting fellow na Harvard University, konsultant w obszarze zarządzania zasobami ludzkimi, trener biznesu, członek zarządu agencji doradztwa personalnego PGB Human Resources, adiunkt w Katedrze Zarządzania Akademii Leona Koźmińskiego, wykładowca na studiach podyplomowych m.in. Uniwersytetu Ekonomicznego w Poznaniu, autor publikacji m.in. w czasopismach – Harvard Business Review, „Personel i Zarządzanie”, członek Polskiego Stowarzyszenia Zarządzania Kadrami.

## Wykształcenie
W 2003 ukończył Akademię Ekonomiczną w Poznaniu, kierunek Zarządzanie, specjalność Inwestycje Kapitałowe i Strategie Finansowe Przedsiębiorstw. W latach 2004–2005 przebywał na stypendium doktoranckim na uczelni EHSAL w Brukseli. W 2007 uzyskał stopień doktora ekonomii w Szkole Głównej Handlowej w Warszawie w Katedrze Rozwoju Kapitału Ludzkiego. W latach 2011–2012 realizował projekt badawczy dotyczący roli internetowych sieci społecznych w zarządzaniu zasobami ludzkimi na Harvard Univeristy. W 2018 uzyskał stopień doktora habilitowanego w dziedzinie nauk o zarządzaniu.

## Doświadczenie zawodowe
W latach 2003–2004 pracował jako specjalista ds. rozwiązań personalnych i outsourcingowych / Team-Leader w agencji rekrutacyjnej PGB Human Resources. W latach 2004–2005 odbywał staż w Stałym Przedstawicielstwie Rzeczypospolitej Polskiej przy Unii Europejskiej w Brukseli. W 2005 rozpoczął współpracę z wydawnictwami: INFOR, IPiSS. Od 2005 pracuje jako manager w agencji rekrutacyjnej PGB Human Resources, w 2010 objął funkcję członka zarządu. W 2012 rozpoczął współpracę na stanowisku adiunkta w Katedrze Zarządzania Akademia Leona Koźmińskiego.

## Projekty badawcze
Prowadził różne projekty badawcze: komercyjne, np. audyt potencjału pracowników (przywództwo i gotowość do zmian) w branży produkcyjnej, audyt zatrudnienia personelu administracyjnego w 27 jednostkach powiatu samorządowego, badanie organizacji pracy, motywacji i satysfakcji w firmach z branży medycznej) oraz naukowe (np. badanie metod oceny kandydatów wśród specjalistów z branży finansowej, badanie efektywności procesów rekrutacji wśród specjalistów ds. rekrutacji, badanie organizacji procesów rekrutacji wśród dyrektorów personalnych średnich i dużych przedsiębiorstw w Polsce, badanie roli portali społecznościowych w zarządzaniu karierą i zasobami ludzkimi).

## Publikacje
- Agencyjna praca tymczasowa: regulacje unijne. "Zarządzanie Zasobami Ludzkimi", Warszawa, IPiSS, nr 3–4.2005
- Jakość czy elastyczność – trendy unijne w agencyjnej pracy tymczasowej, "Personel i Zarządzanie", Warszawa, INFOR, 11.2004
- Koordynacja pracy rozproszonej przy użyciu agencji pracy tymczasowej, "Zarządzanie Zasobami Ludzkimi", Warszawa, IPiSS, nr 5.2005
- Przyczyny wstrzymania projektu dyrektywy w sprawie pracowników tymczasowych, "Praca i Zabezpieczenie Społeczne", PWE, Warszawa, nr 11.2005
- Trzeci liść koniczyny. Przyczyny korzystania z agencyjnej pracy tymczasowej, "Personel i Zarządzanie", INFOR, Warszawa, nr 5.2007
- Planowanie procesu rekrutacji, Poznań, PGB Human Resources, 2008
- Rekrutacja kontra metoda. "Personel i Zarządzanie", Warszawa, INFOR, nr 4.2009
- Zmotywowany kandydat. Planowanie procesu rekrutacji i selekcji pracowników, "Personel i Zarządzanie", Warszawa, INFOR, nr 7.2010
- Aktywni na www, "Personel i Zarządzanie", Warszawa, INFOR, nr 7.2010
- The Role of Online Social Networks in Human Resources, “Journal of International Studies”, Kiev, 2011, Vol.4, No 1
- Bezpieczny sposób na szukanie pracy, "Harvard Business Review" (Polish edition) 2012
- Leading People and Leading Authentic Self through Online Networking Platforms, "Actual Problems of Economics", Kiev 2012